# النشيد الوطني الشيشاني

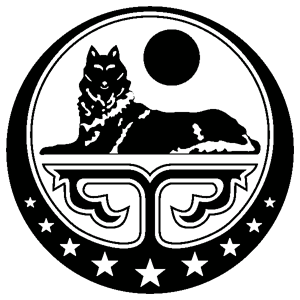

الحرية أو الشهادة (Chechen: Ӏожалла я маршо, Joƶalla ya marşo)هو النشيد الوطني لجمهورية الشيشان الانفصالية التي أعلنها جوهر دوداييف عام 1994 وقضت عليها روسيا
النشيد ألفه عام 1992 علي ديماييف أو عمر بكسوالتانوف مع مساهمة من أبوذر أدياميروف

## كلمات النشيد
الحرية أو الشهادة 
النشيد الوطني الشيشاني
في ليلة مولد الذئب خرجنا إلى الدنيا
وعند زئير الأسد في الصباح سمونا بأسمائنا
وفي أعشاش النسور أرضعتنا أمهاتنا وعلمونا ... لا إله إلا الله
ومنذ طفولتنا علمنا آباؤنا فنون الفروسية
والتنقل بخفة الطير في جبال بلادنا الوعرة مرددين لا إله إلا الله *
لهذه الأمة الإسلامية ولهذا الوطن ولدتنا أمهاتنا
ووقفنا دائماً شجعاناً نلبي نداء الأمة والوطن وننشد .. لا إله إلا الله
جبالنا المكسوة بحجر الصوان نقف بكرامة وشرف على مر السنين
نتحدى الأعداء مهما كانت الصعاب
وبلادنا عندما تتفجر بالبارود المحال أن ندفن فيها إلا بالشرف والكرامة
رافعين راية .. لا إله إلا الله
لن نخضع أو نستكين لأحد إلا الله
فإنه إحدى الحسنيين الشهادة أو النصر
ودائما شعارنا.. لا إله إلا الله
جراحنا تضمدها أمهاتنا وأخواتنا بذكر الله
ونظرات الفخر في عيونهن تثير فينا مشاعر القوة والتحدي
وننشد .. لا إله إلا الله

## استمع للنشيد
- Download in Mp3 (Copyright free)